# Vlajka Papuy Nové Guineje

Vlajka Papuy Nové Guineje
Poměr stran: 3:4

Námořní válečná vlajka Papuy Nové Guineje
Poměr stran: 3:4

Vlajka Papuy Nové Guineje je rozdělena šikmým dělením seshora dolů na dvě trojúhelníková pole, černé (u žerdi) a červené (ve vlající části). V černém poli je umístěno pět bílých pěticípých hvězd (čtyři větší a jedna menší), seřazených do podoby souhvězdí Jižního kříže podle vzoru australské vlajky, na které jsou však velké hvězdy sedmicípé.
V červeném poli je stylizována letící žlutá rajka, což je národní symbol země. Jižní kříž připomíná polohu na jižní polokouli, rajka zase svobodu a jednotu země. Červená a černá jsou tradiční barvy místního domorodého umění, ale neváží na sebe žádnou symboliku.

## Historie

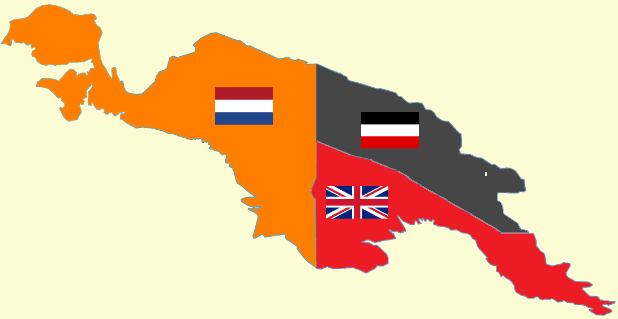
Rozdělení ostrova Nová Guinea do roku 1919

Jako první Evropané přistáli na ostrově Nová Guinea (dříve Irian) v roce 1526 Portugalci. V 16. století Španělé ostrov pojmenovali Novo Guinea, protože místní obyvatele považovali za příbuzné západoafrických kmenů. V roce 1828 anektovali západní část ostrova Nizozemci, v současnosti tvoří tato část Západní Nové Guineje dvě indonéské provincie (Papua a Západní Papua). Ve východní části ostrova, na které je dnes umístěn stát Papua Nová Guinea, vznikl v severní části 4. listopadu 1884 německý protektorát Země císaře Viléma. V jižní části (zvané Papua) vznikl o dva dny později 6. listopadu britský Protektorát Nová Guinea.

### Sever
V den vzniku Země císaře Viléma byla na ostrově Mioko v Bismarkově souostroví (součást Papuy Nové Guineje) vztyčena německá říšská válečná vlajka, první vlajka užívaná na území dnešní Papuy Nové Guineje.
V letech 1885–1899 se na německém území ostrova užívala vlajka Německé novoguinejské společnosti (německy Deutsch Neuguinea-Kompagnie). Jednalo se o bílý list o poměru stran 2:3 s vodorovnou černo-bílo-červenou trikolórou v kantonu a s černým, kráčejícím lvem v dolním okraji vlajky, který drží v jedné tlapě červenou lilii. Lev s lilii je symbol převzatý z loga společnosti.
V roce 1899 bylo území přejmenováno na Protektorát Německá Nová Guinea a začaly se užívat vlajky Německého císařství již zmíněné trikolóry.
Kolem roku 1912 začalo Německo uvažovat o rozlišení vlajek svých kolonií podle britského vzoru (německé kolonie byly považovány za nedílnou součást říše). Vlajky byly navrženy, v roce 1914 i schváleny, ale po vypuknutí 1. světové války nebyly nikdy zavedeny. Vlajkou kolonie Německá Nová Guinea měla být německá černo-bílo-červená vodorovná trikolóra se zeleným štítem se zelenou letící rajkou.
Za 1. světové války bylo německé území obsazeno Austrálií a v roce 1920 vznikl australský mandát Společnosti národů. 9. května 1921 bylo na bývalém německém území vyhlášeno australské Teritorium Nová Guinea. Vlajkou teritoria se stala britská státní námořní vlajka (Blue Ensign) o poměru stran 1:2 s místním vlajkovým emblémem. Ten byl tvořen bílým kruhovým polem anglicky Badge obklopeným vavřínovým věncem, svázaným modrou stuhou. Emblém obsahoval korunu sv. Eduarda a pod ní písmena T.N.G. (Territory of New Guinea). Je známa i varianta vlajky bez koruny. Vlajka se užívala až do roku 1949, kromě období japonské okupace.

Vlajka Německé Nové Guineje (1884–1885) Poměr stran: ~3:5
Vlajka Německé Nové Guineje (1885–1899) Poměr stran: 2:3, zobrazeno 3:5
Vlajka Německého císařství (1899–1914) Poměr stran: 2:3
Návrh vlajky Německé Nové Guineje (1914) Poměr stran: 2:3
Vlajka australského Teritoria Nová Guinea (1921–1942, 1944–1949) Poměr stran: 1:2
Japonská vlajka na ostrově Nová Guinea (1942–1944) Poměr stran: 2:3

### Jih
Protektorát Nová Guinea užíval britskou státní námořní vlajku (služební) o poměru stran 1:2 s místním vlajkovým emblémem ve vlající části. Emblém byl bílý kruh s Tudorovskou korunou a pod ní písmena N.G. (New Guinea), někdy i ve tvaru bez teček.
V roce 1988 vznikla z britského protektorátu kolonie Britská Nová Guinea. Vlajka zůstala zachována, pouze písmena N.G. nahradila písmena B.N.G. (British New Guinea).
1. září 1906 byla Britská Nová Guinea předána Austrálii. Zámořské území Teritorium Papua užívalo od tohoto data opět britskou služební vlajku, místní emblém se změnil opět pouze částečně: Písmena B.N.G. byla nahrazena písmeny PAPUA. Užívala se i varianta bez koruny. Vlajka se užívala až do roku 1949, kromě období japonské okupace.

Vlajka britského protektorátu Nová Guinea (1844–1888) Poměr stran: 1:2
Vlajka Britské Nové Guineje (1888–1906) Poměr stran: 1:2
Vlajka australského teritoria Papua (1906–1949) Poměr stran: 1:2

### Východ
13. prosince 1946 převzala Austrálie, podle dohody OSN, správu nad severem i jihem a od roku 1949 je spravovala pod názvem Teritorium Papua Nová Guinea. Užívaly se pouze australské symboly.
V listopadu 1962 se objevila vlajka teritoria, kterou však neuznala ani australská vláda, ani místní orgány. Byla užívána pouze papuánskými atletickými družstvy na mezinárodních soutěžích v Tichomoří. Vlajku tvořil zelený list (zelená barva symbolizovala tropické pralesy) o poměru stran 1:2 s vyobrazením papuánské rajky v žerďové části, v přirozených barvách.
V roce 1968 byl zřízen Zvláštní výbor pro ústavní vývoj, který měl zemi připravit na cestu k nezávislosti, navrhnout státní symboly a název státu. Navrhován byl název Pagini (složenina místních názvů Papua a Niugini v jazyce pidžin) nebo pouze Niugini. Zvláštní výbor doporučil vlajku o poměru stran 2:3 se třemi svislými pruhy: modrým, žlutým a zeleným. V modrém pruhu měly být pět bílých hvězd ze souhvězdí Jižního kříže, v zeleném bílá rajka (Gerrus paradisaea). Návrh byl předložen k lidovému referendu, setkal se však spíše s kritikou. Později proto doporučil návrh tehdy patnáctileté studentky misijní školy Susan Karikeové (později paní Susan Huhumeové) v celostátní soutěži. Její návrh o poměru stran 3:4 byl přijat parlamentem 4. března 1971, a od té doby byla vyvěšována. V červnu 1971 schválil parlament název Papua Nová Guinea. Oficiálně se sice mohla vlajka užívat až od 1. července 1971, ale již v dubnu byla použita na mezinárodní konferenci v Singapuru. Poprvé byla oficiálně vztyčena při oslavách národního dne v září 1971 v hlavním městě Port Moresby. Papua Nová Guinea získala samosprávu 1. prosince 1973 a 16. září 1975 byla vyhlášena nezávislost. Po 1. červenci 1971 byla vlajka označována jako národní a až do vyhlášení nezávislosti byla státní vlajkou vlajka australská. Ta byla vyvěšována (při společném použití) na čestnějším místě a pro označení papuánských lodí. Symboly přijaté v roce 1971 se užívají dodnes.

Australská vlajka Teritoria Papua Nová Guinea (1949–1962/1975) Poměr stran: 1:2
Návrh vlajky Papuy Nové Guineje (1962) Poměr stran: 2:3
Návrh vlajky Papuy Nové Guineje (1971) Poměr stran: 2:3

## Commonwealth
Papua Nová Guinea je členem Commonwealthu (který užívá vlastní vlajku) a zároveň je hlavou státu britský panovník (Commonwealth realm), kterého zastupuje generální guvernér (viz seznam vlajek britských guvernérů).
V roce 1960 byla navržena osobní vlajka Alžběty II., určená pro reprezentaci královny v její roli hlavy Commonwealthu na územích, ve kterých neměla jedinečnou vlajku – to byl i případ Papuy Nové Guineje (viz seznam vlajek Alžběty II.).

Osobní vlajka královny Alžběty II. (1960–2022) Poměr stran: 1:1
Vlajka generálního guvernéra Papuy Nové Guineje Poměr stran: 1:2

## Vlajky provincií Papuy Nové Guineje

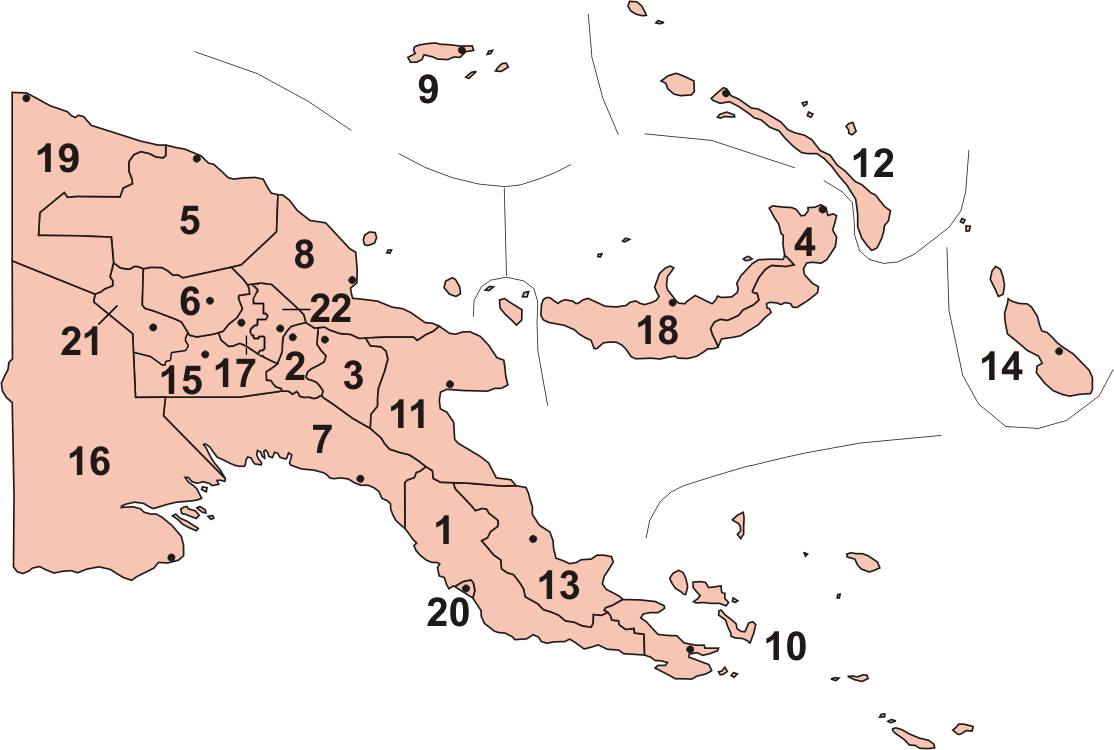
Administrativní členění Papuy Nové Guineje

Země je od května 2012 administrativně rozdělena na 20 provincií, jeden autonomní region (Bougainville, obyvatelé kterého rozhodli roku 2019 v referendu o tom, že si přejí nezávislost), a distrikt hlavního města (Port Moresby).
Vlajky provincií byly zavedeny v roce 1978 a vychází z návrhů žáků a studentů místních škol. Později byly některé vlajky změněny.

Distrikt hlavního města Port Moresby (20)
Autonomní území Bougainville (14)
Central (1)
Simbu (Chimbu) (2)
Eastern Highlands (3)
East New Britain (4)
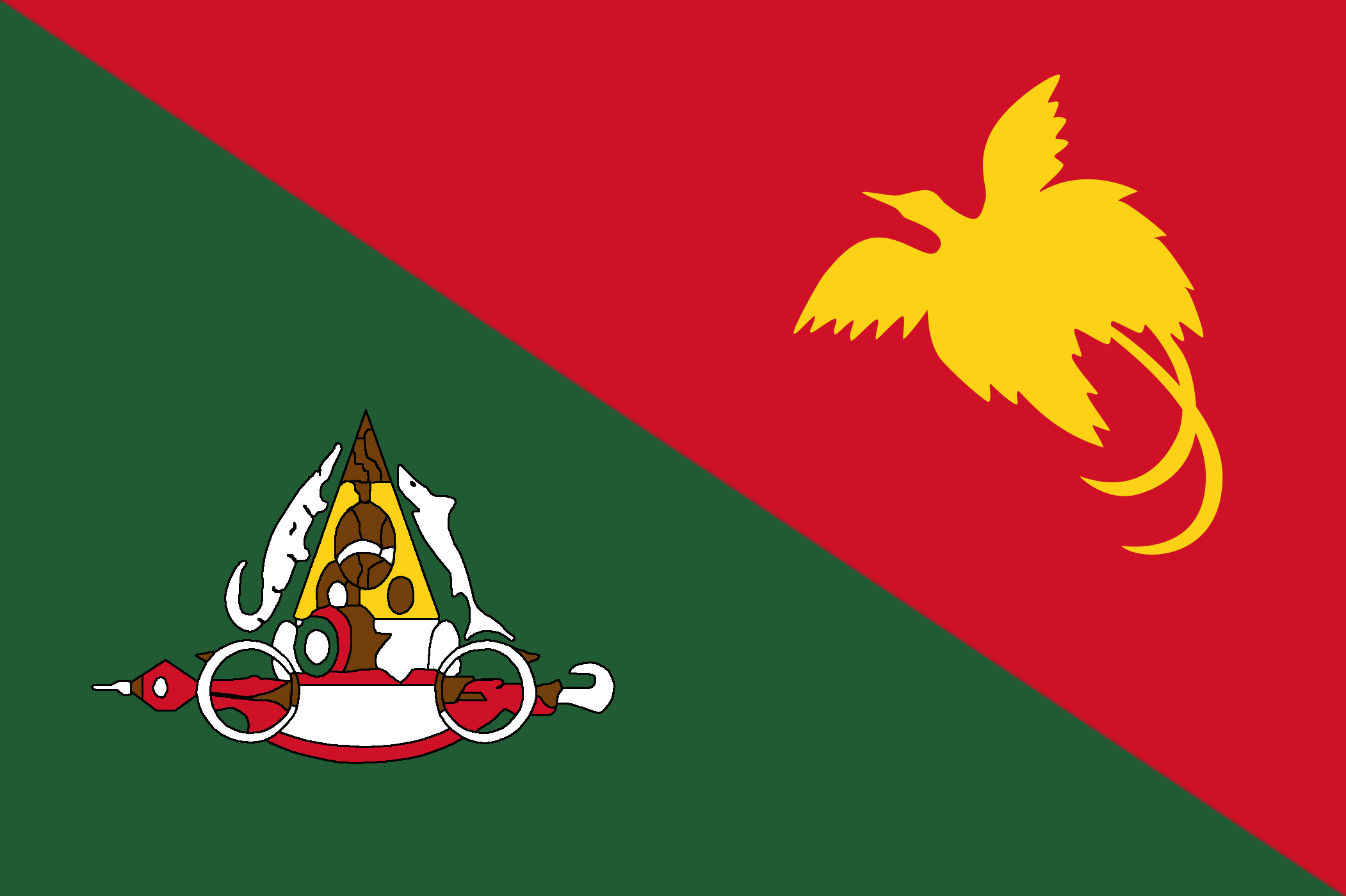
East Sepik (5)
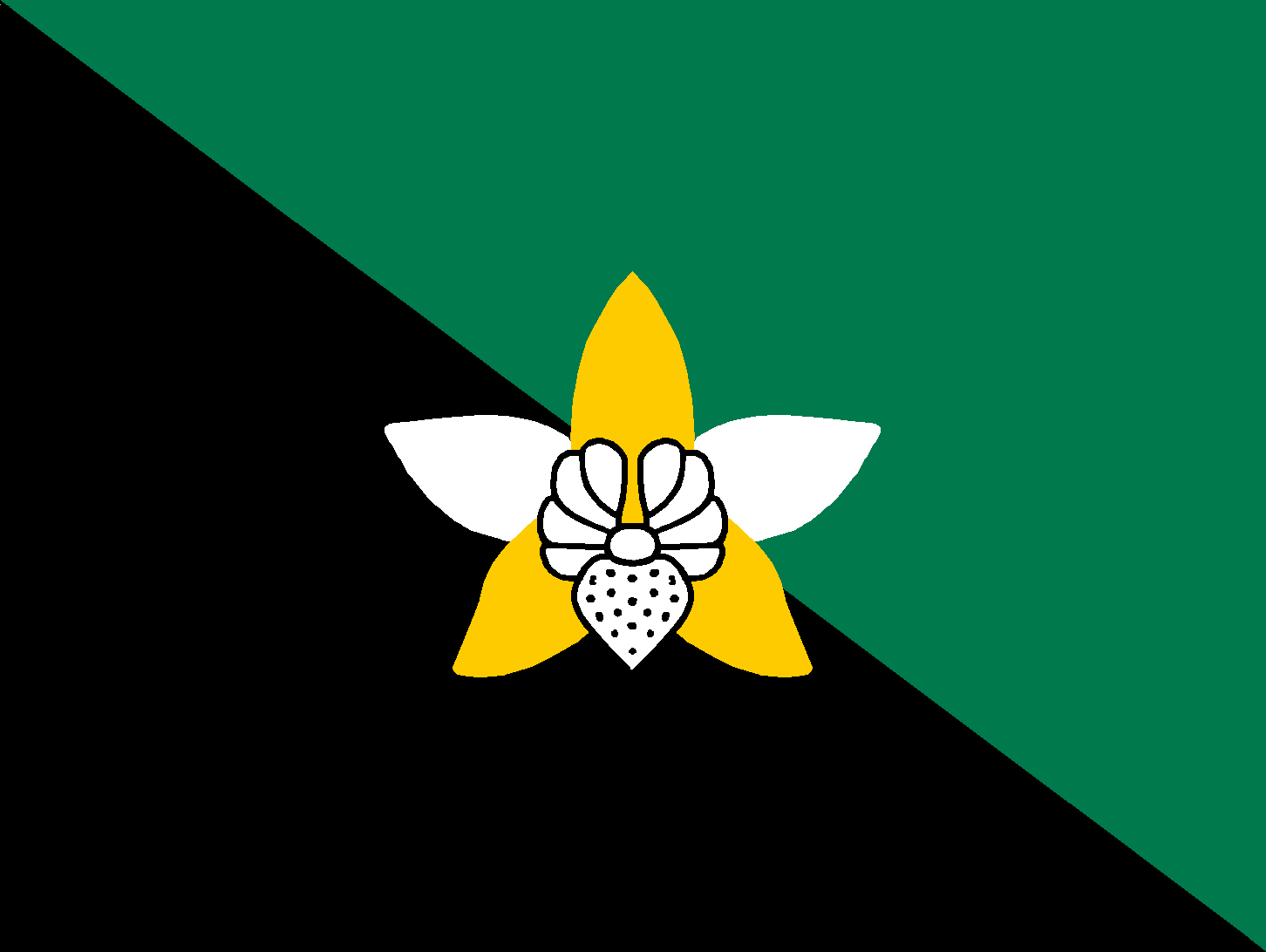
Enga (6)
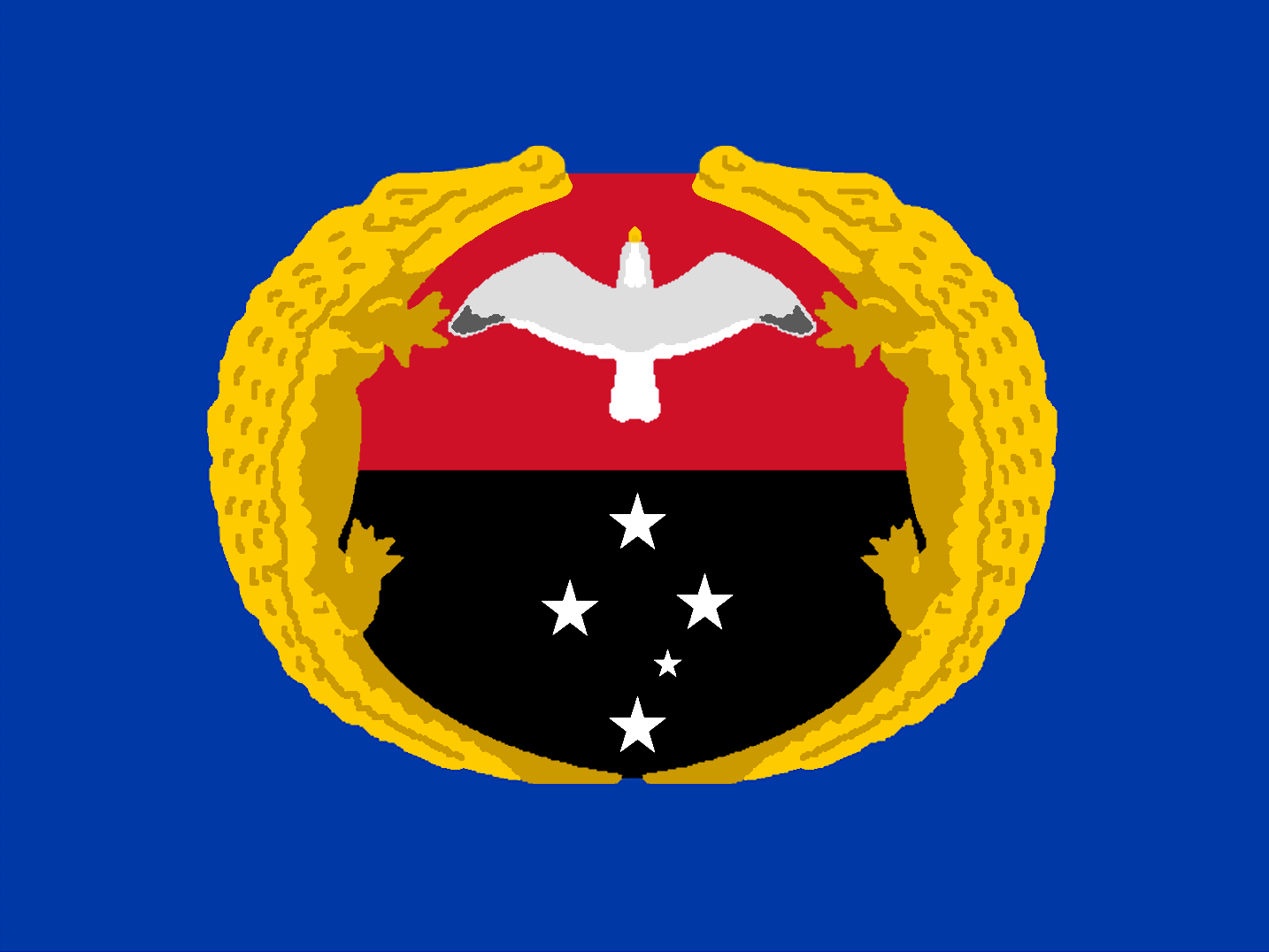
Gulf (7)
Madang (8)
Manus (9)
Milne Bay (10)
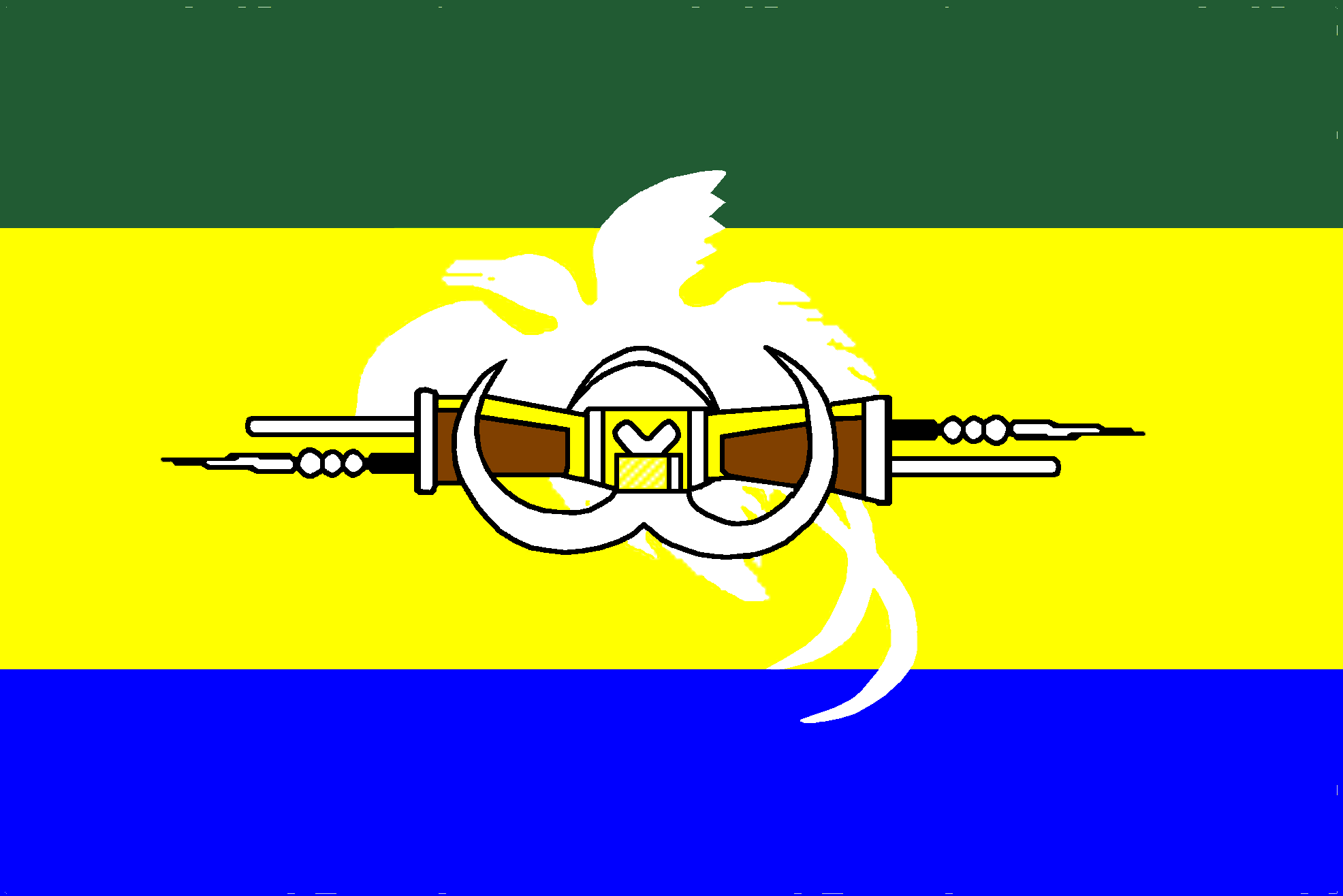
Morobe (11)
New Ireland (12)
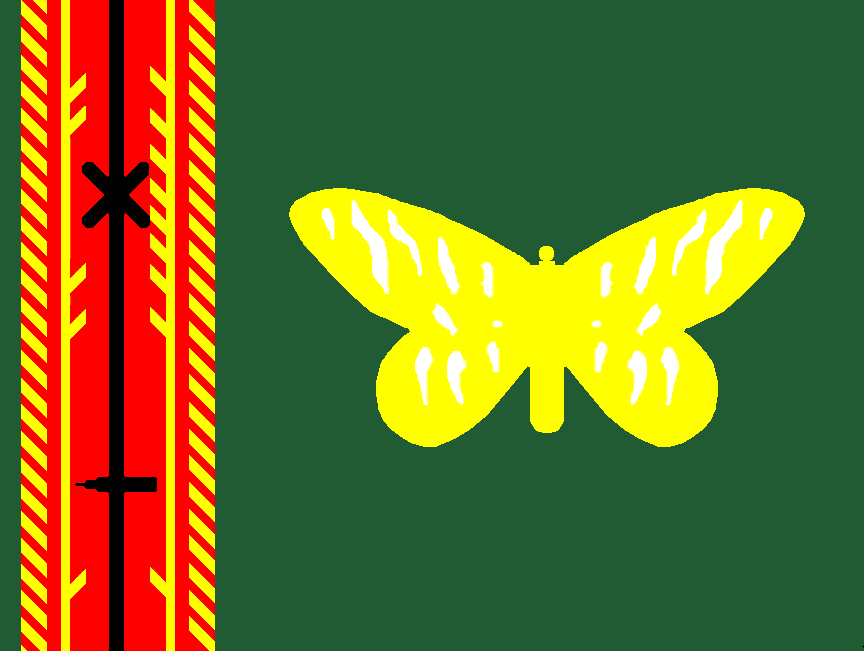
Oro (13)
Southern Highlands (15)
Western (16)
Western Highlands (17)
West New Britain (18)
Sandaun (19)
Hela (21)
Jiwaka (22)